# Hakob Gjurdschjan
Hakob Gjurdschjan (armenisch Հակոբ Գյուրջյան, russisch Акоп Гюрджян; * 5. Dezemberjul. / 17. Dezember 1881greg. in Schuscha; † 28. März 1948 in Paris) war ein russisch-sowjetisch-französischer Bildhauer armenischer Herkunft.

## Leben
Gjurdschjan war das sechste von acht Kindern einer armen armenischen Familie. Nach dem Tod der Eltern lebte er bei seinem ältesten Bruder Grikor. Gjurdschjan besuchte die Schuschaer Realschule, in der der Armenisch-Lehrer der Ethnograph und Archäologe Jerwand Lalajan war. Schon als Kind formte er Tiere aus Ton und Stein zum Nachteil seines Schulerfolgs und zum Ärger seiner Familie. Einmal besuchte er das Kloster Chor Wirap.
1899 wurde Gjurdschjan von seinem Bruder Grikor  in Moskau in der Fiedler-Privatschule untergebracht. In Moskau wurde Gjurdschjan mit dem Bildhauer Paolo Troubetzkoy bekannt, der ihn in seinem Atelier arbeiten ließ und ihn beriet. 1900 empfahl ihm der Maler Stepan Agadschanjan, in Paris zu studieren. Nach dem Schulabschluss 1904 arbeitete er in Baku als Zeichner und leistete dann den zweijährigen Wehrdienst in einem Ingenieur-Bataillon ab.
1906 heiratete Gjurdschjan Aikanusch Galumjan aus Schuscha und begann auf Drängen ihrer Familie ein Medizin-Studium in Montpellier. Im Sommer 1907 ging er nach Paris und begann im Herbst das Studium an der Académie Julian. Seine Lehrer waren Paul Landowski, Raoul Verlet und Henri-Léon Gréber. Er erhielt mehrere Preise. Ihn beeinflussten die Werke Auguste Rodins, dessen Atelier er besuchte.
Nach Beginn des Ersten Weltkriegs kehrte Gjurdschjan im August 1914 nach Russland zurück. Er lebte meistens in Moskau und schuf Porträts. Er besuchte Maxim Gorki und schuf Gorkis Porträt. 1915 nahm Gjurdschjan an der Ausstellung der Mir Iskusstwa teil, aber er fand keine Anerkennung bei den Kunstkritikern. Ende 1916 fuhr er nach Tiflis, wo er einige Monate blieb und Porträts schuf. Die Oktoberrevolution erlebte er in Moskau. Unter den schwierigen Bedingungen des russischen Bürgerkriegs beteiligte er sich an Lenins Programm der Monumentalpropaganda.
Nach dem Schuscha-Pogrom 1920 entschied sich Gjurdschjan, wieder nach Frankreich zu gehen. Anfang 1921 erhielt er die Genehmigung für die Rückkehr nach Frankreich, um sich um seine dort zurückgelassenen Werke kümmern zu können. In  Paris fand er seine Werke gestapelt und beschädigt in seinem inzwischen besetzten Atelierraum wieder. Nachdem er sich zunächst in Tours niedergelassen hatte, arbeitete er wieder in Paris und unterrichtete.
Ende September 1923 kam er auf Einladung einer wohlhabenden US-Amerikanerin nach New York, um Bildhauerei zu lehren. Aufgrund mangelnder Aufträge geriet er in schwierige Verhältnisse. Im März/April 1924 gelang ihm eine eigene erfolgreiche Ausstellung in einer Kunstgalerie. Er verkaufte einige Werke, so dass er noch einige Monate in den USA bleiben konnte. Dazu erhielt er einen Auftrag für ein Basrelief.
Dank seiner gewachsenen Bekanntheit konnte Gjurdschjan im März 1926 in der Pariser Galerie Charpentier eine Ausstellung mit etwa 100 seiner Werke durchführen. Die Ausstellung fand eine breite Aufmerksamkeit und half ihm, seine finanzielle Situation zu verbessern. Er nahm an Ausstellungen französischer, russischer und armenischer Kunst in Frankreich, Belgien und Japan teil (1925–1930). Bei ihm machte Grigor Aharonjan 1927–1928 ein Praktikum.
Gjurdschjan war Mitglied der Pariser Freimaurerlogen Jupiter und Goldenes Vlies.
Ab 1935 litt Gjurdschjan an Angina pectoris, die ihn bei seiner bildhauerischen Arbeit zunehmend behinderte. In den letzten Jahren beschäftigte er sich größtenteils mit Malerei.
1958 stellte Gjurdschjans zweite Frau Tatjana Robertowna Arakeljan († 1960) einige seiner Werke in der Armenischen Nationalbibliothek aus. 2006 führte die Armenische Nationalbibliothek anlässlich Gjurdschjans 125. Geburtstag eine Ausstellung durch.

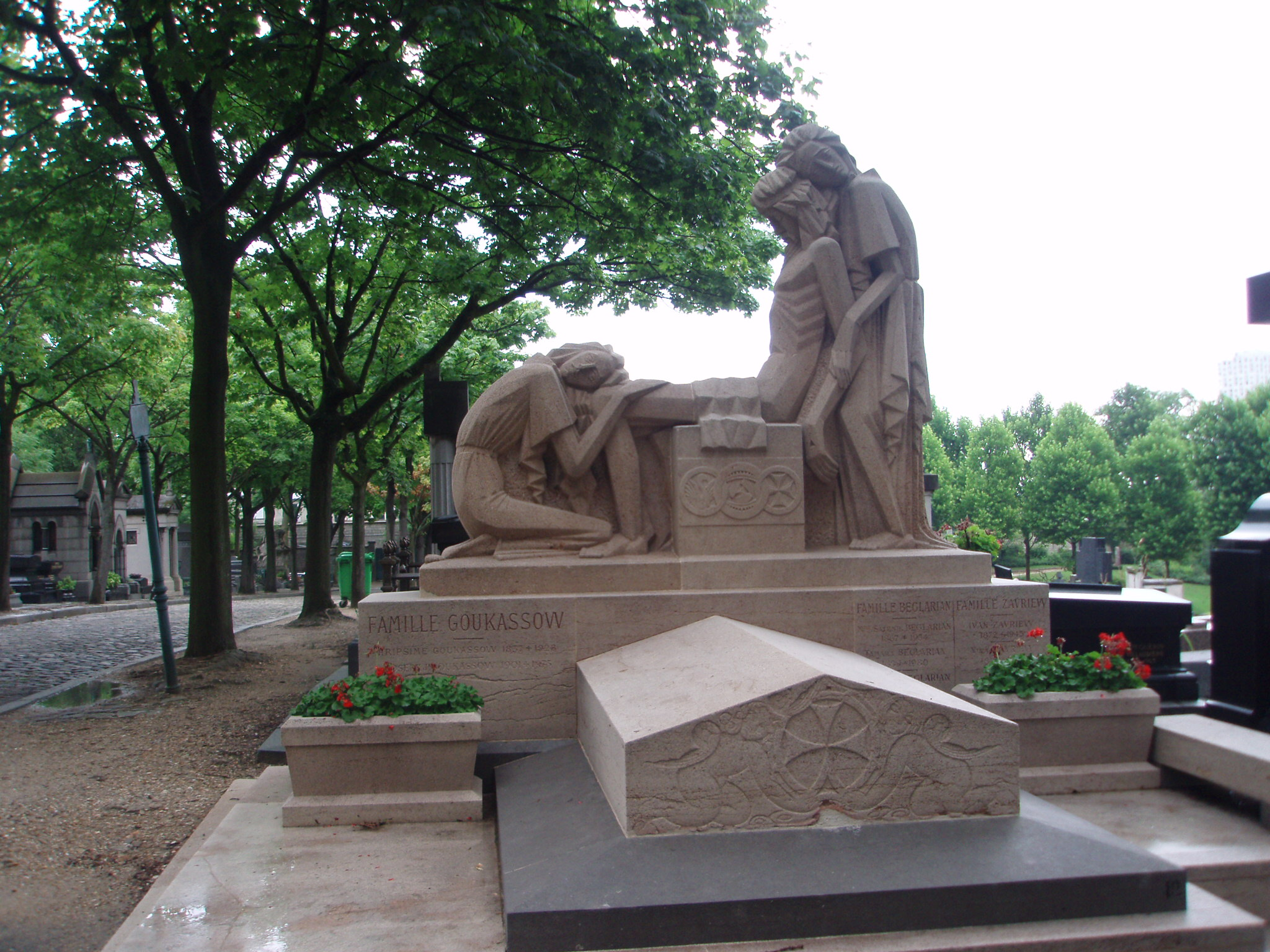
Gjurdschans Grabmal der Familie Goukassow, Friedhof Père-Lachaise, Paris
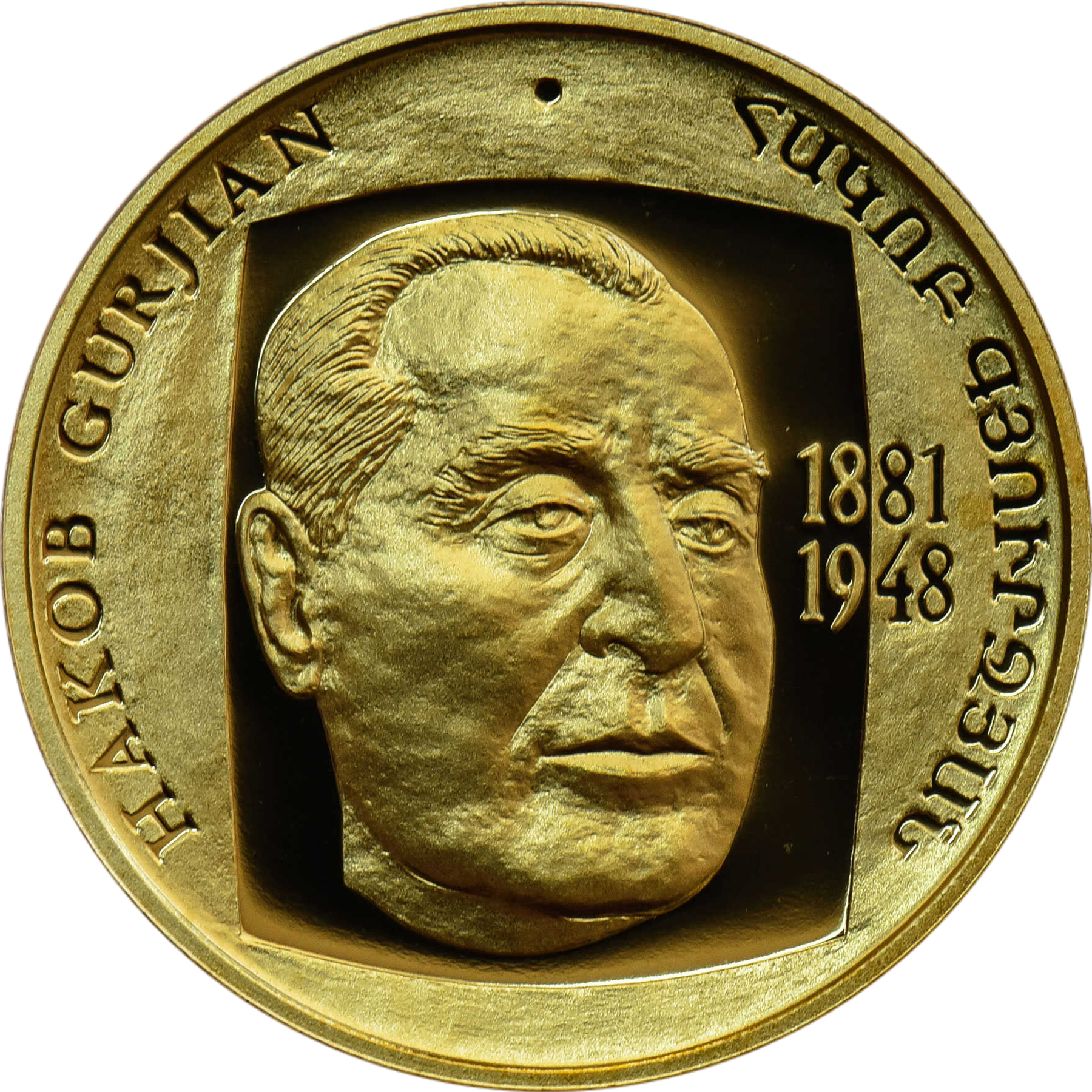
Avers der 10.000-Dram-Hakob-Gjurdschjan-Gedenkgoldmünze der Zentralbank der Republik Armenien (2006)
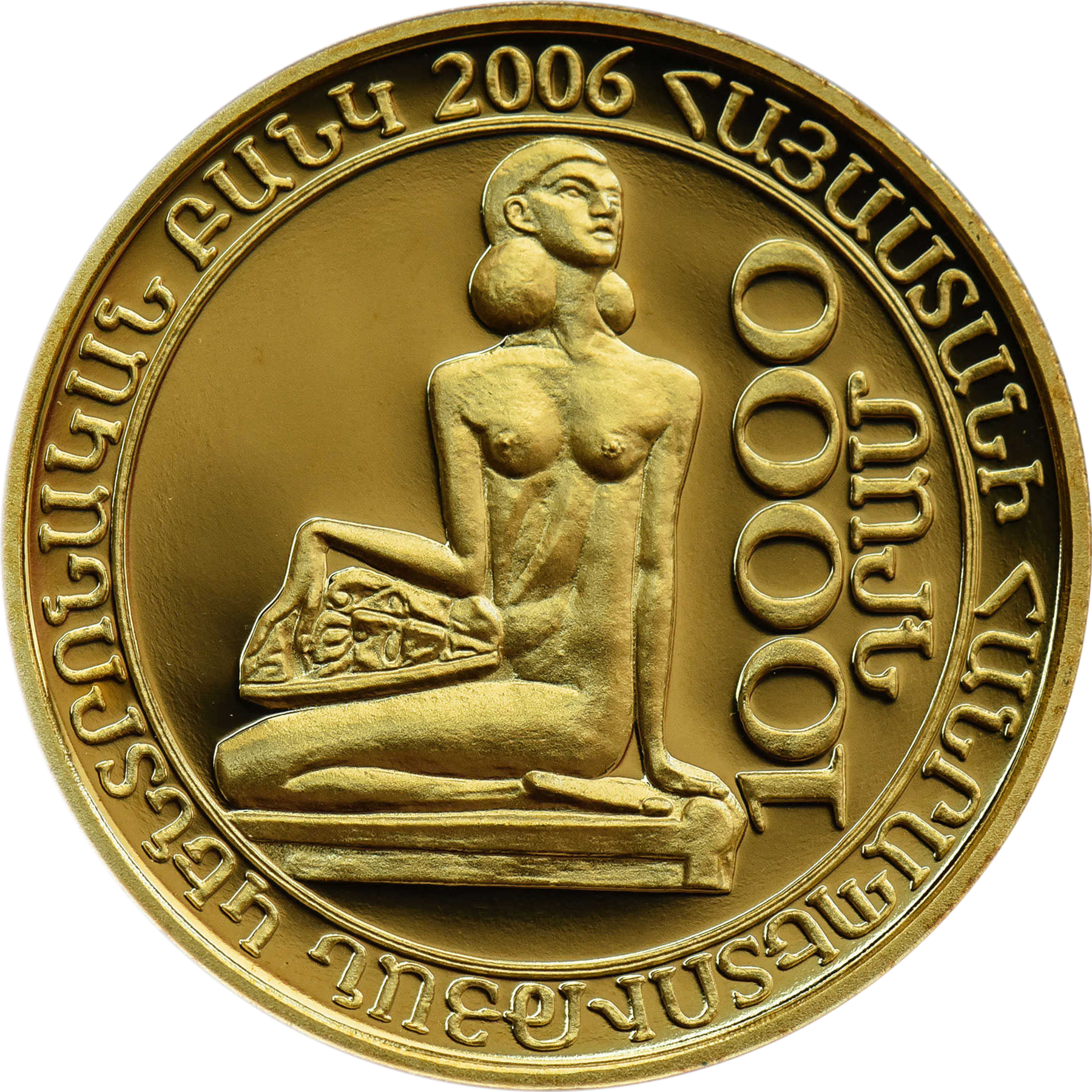
Salome (nach Gjurdschjans Statue, 1925–1926), Revers der Hakob-Gjurdschjan-Gedenkgoldmünze